# Bilečanka
Bilečanka (srbohrvaško Bilećanka) je pesem, nastala v koncentracijskem taborišču v Bileći.

## Nastanek
Pesem je nastala leta 1940 v koncentracijskem taborišču v hercegovskem mestu Bileća, kamor je tedanja jugoslovanska vlada od januarja do novembra tega leta zapirala politične nasprotnike (večinoma komuniste). Zaporniki, razvrščeni v štiri sobe – slovensko, srbsko, makedonsko in žensko – so v taborišču organizirali kulturno-umetniško gibanje, v okviru katerega so konec aprila začeli priprave za proslavo ob prazniku dela. Po zgledu pesmi o zaporih v Lepoglavi in Sremski Mitrovici se je rodila zamisel, da se napiše pesem o Bileći. To je storil Milan Apih, učitelj iz Celja, nakar jo je v srbohrvaščino prevedel Todor Vujasinović.
Na proslavi prvega maja ob Trebišnjici so zaporniki, obkroženi z oboroženo stražo, po zapeti Internacionali in kratkem referatu zapeli del nove pesmi. Peli so jo tudi, ko so hodili po mestnih ulicah, in Bilečani so se je naučili ter jo širili dalje; tako je pesem zapustila taborišče še pred zaporniki.

## Besedilo
| Sredi pušk in bajonetov, sredi mrkih straž se pomika naša četa v hercegovski kras. Čuje se odmev korakov po kamenju hercegovskem heja ho, heja ho. Daleč zdaj si domovina; nas izgnali so, ko da krivi smo zločina, ker te ljubimo. Čuje se odmev korakov ... Vzeli materi so sina, ženi so moža, lačna je doma družina, dosti je gorja. Čuje se odmev korakov ... Že v Sibirijo gonili brate so nekdaj, pa je prišel konec sili, kje si zdaj, tiran? Čuje se odmev korakov ... Skoz pregnanstvo in trpljenje, skozi ječe mrak prišlo novo bo življenje, čujte mu korak. Čuje se odmev korakov ... Ko brez pušk in bajonetov prosta nam bo pot, stopala bo naša četa svobodi naprot'. Čuje se odmev korakov ... | Sred pušaka, bajoneta, straže oko nas, tiho kreće naša četa kroz bilećki kras. Čuje se odjek koraka po kamenju hercegovskom; Hej, haj, ho! Daleko si zavičaju, mi prognani smo, prognaše nas zbog zločina što te ljubimo. Čuje se odjek koraka ... Osta majka bez svog sina žena bez druga pusta osta kuća njina gorka sudbina. Čuje se odjek koraka ... Već u Sibiru gonili braću su nekad Pa je stigao konac sili gdje si, tiranine, sad? Čuje se odjek koraka ... Kroz progonstvo i trpljenje, kroz tamnice mrak, dolazi nam novi život, čujte mu korak. Čuje se odjek koraka ... Bez pušaka, bajoneta bude li nam poć stupat će naša četa slobodi nasuprot. Čuje se odjek koraka ... |